# Alberto Bigon

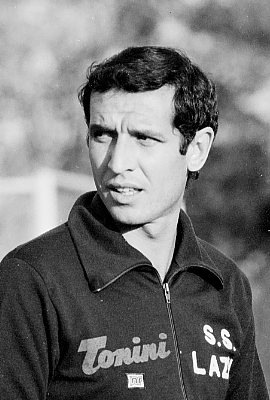
Alberto Bigon

Alberto Bigon (Padua, 31 oktober 1947) is voetbaltrainer en een voormalig Italiaanse voetballer (aanvaller). Bigon was tot mei 2008 actief als voetbaltrainer bij de Zwitserse eersteklasse FC Sion.
Bigon startte zijn carrière bij Padova. Hij maakte zijn debuut in de Serie A in 1967 met Spal. Bigon speelde het grootste deel van zijn carrière bij AC Milan. Hij speelde er 218 wedstrijden (waarin hij 56 doelpunten scoorde). Met Milan werd hij landskampioen in 1979, won hij de Italiaanse beker in 1972, 1973 en 1977 en de UEFA Cup in 1973. In 1984 zette Bigon een punt achter zijn carrière.
Na enkele jaren uit de voetbalwereld verdwenen te zijn werd Bigon in 1987 coach bij AC Cesena. In 1989 coachte hij Napoli. Met Diego Maradona in de ploeg won hij in zijn debuutjaar als coach 2 prijzen. Napoli werd landskampioen en won de Italiaanse Supercup. Na zijn tweede seizoen, waarin Napoli op een povere achtste plaats eindigde, verliet Bigon de club en trainde hij kleinere ploegen zoals Lecce, Udinese en Ascoli. In 1996 werd hij trainer bij het Zwitserse FC Sion. Onder Bigon kon de ploeg voor de tweede keer in haar bestaan landskampioen worden. Bigon probeerde voor een tweede keer in de Serie A, ditmaal bij Perugia. Maar na een jaar verliet hij de club en ging naar het Griekse Olympiakos, waar hij in februari 2000 werd ontslagen, ondanks een eerste plaats in het klassement. Na zeven jaar zonder job maakte Bigon in februari 2007 zijn comeback in het voetbal. Hij werd hoofdtrainer bij FC Sion, een ploeg waar hij in 1996 ook al trainer was. Christian Constantin, de voorzitter van Sion, is nogal wispelturig en vervangt Bigon alweer voor het einde van het jaar. Maar in het seizoen 2007-08 is Bigon weer trainer van Sion, van maart tot en met mei 2008.

## Spelerscarrière
- 1964-1966: Padova
- 1966-1967: Napoli
- 1967-1970: Spal
- 1970-1971: Foggia
- 1971-1980: AC Milan
- 1980-1982: SS Lazio
- 1982-1984: Vicenza

## Trainerscarrière
- 1987-1989: Cesena
- 1989-1991: Napoli
- 1991-1992: Lecce
- 1992-1993: Udinese
- 1994-1995: Ascoli
- 1996-1997: FC Sion
- 1997-1998: Perugia
- 1999-2000: Olympiakos
- februari 2007 - december 2007 : FC Sion
- maart 2008 - mei 2008 : FC Sion
- augustus 2008 - september 2008: Interblock Ljubljana